# 정해철
정해철(1986년 5월 19일 ~ )은 대한민국의 희극 배우이다. 키는 181cm이며 몸무게는 70kg이다.

## 학력
- 한국방송통신대학교 미디어영상과

## 연기 활동

### 방송
- KBS2 《개그콘서트》

〈슈퍼스타 KBS〉
〈그땐 그랬지〉
〈만수르〉
〈트렌드 쇼〉
〈불편한 진실〉
〈친한친구〉
〈위캔척〉
〈고조쇼〉고조 할아버지(박성호)의 친구 역
〈억수르〉송준근의 아들 역
〈날 보러 와요〉
〈사람 일은 모른다〉
〈핵존심〉
〈라스트 헬스보이〉
〈리액션 야구단〉
〈우주라이크〉
〈출소〉부하 역
〈웰컴 투 코리아〉
〈일촉즉발〉남한 군인 역
〈1대 1〉성미 급한 퀴즈 달인 역
〈픽미업〉범인 역
〈다시보기〉진행자 역
〈누가 녹음〉녹음 조절하는 사람 역
〈배틀트집〉
〈대화가 필요해 1987〉 - 1화 한정 역
〈순위 밖 순위〉
〈속 보이스〉
〈잠깐만 홈쇼핑〉통화 상담원,소비자 역
〈편안한 드라마〉
〈투잡 공화국〉
〈4인4색 ver 1.1〉상담원 1 역
<해봅시다>
<사랑인거지>
- EBS 2020 딩동댕 유치원, 딩동댕 친구들 - 장난감의 비밀 - 캡틴 우주로 역
- 생방송 톡톡! 보니하니

## 유행어
- 모든 문제 내가 맞춘다! 1등은 나의 것! 정해철 아자아자아자! 제가 다 맞추겠습니다!(1대1)
- OK~ 들어보자. (누가녹음)
- 엄마, 제 역할은 이게 끝이에요. 이제 YY해도 돼요. (속 보이스)
- 안녕하세요, 당산동에 살고 있는 33살 정해철입니다. (잠깐만 홈쇼핑)

## 수상
- 2014년 8월 19일: 1대 100 100인 중 우승